# Lista de presidentes do Montenegro
Esta é uma lista de presidentes do Montenegro:
- Nikola Miljanić (1943 – 1946)
- Miloš Rašović (1946 – 1950)
- Nikola Kovačević (1950 – 1953)
- Blažo Jovanović (1953 – 1962)
- Filip Bajković (1962 – 1963)
- Andrija Mugoša (1963 – 1967)
- Veljko Milatović (1967 – 1969)
- Vidoje Žarković (1969 – 1974)
- Veljko Milatović (1974 – 1982)
- Veselin Đuranović (1982 – 1983)
- Marko Orlandić (1983 – 1984)
- Miodrag Vlahović (1984 – 1985)
- Branislav Šoškić (1985 – 1986)
- Radivoje Brajović (1986 – 1988)
- Božina Ivanović (1988 – 1989)
- Branko Kostić (1989 – 1990)
- Momir Bulatović (1990 – 1998)
- Milo Đukanović (1998 – 2002)
- Filip Vujanović (2003 – 2018)
- Milo Đukanović (2018 – 2023)[1][2]
- Jakov Milatović (2023 – presente)